# Adrian Gelberg
Adrian Gelberg (* 7. Juni 1922 in Rumänien; † 12. August 2013 in Köln) war ein rumänischer Kernphysiker.

## Leben
Gelberg erwarb einen Doktorgrad in den Naturwissenschaften. 1976 wurde er zum außerplanmäßigen Professor in Köln ernannt. Er war Professor im Ruhestand der Universität zu Köln und arbeitete am Institut für Kernphysik. Er beschäftigte sich in erster Linie mit Kernmodellen. Dazu veröffentlichte er einflussreiche Arbeiten zur Anwendung des Bohr–Mottelson-Modells, ein Modell kollektiver Anregungen in Atomkernen, und der Interacting Boson Approximation (IBM). Des Weiteren hat er eng mit japanischen Theoretikern, wie T. Otsuka, zusammengearbeitet.
Adrian Gelberg starb am 12. August 2013 im Alter von 91 Jahren in Köln. Seine Grabstätte befindet sich auf dem Jüdischen Friedhof Köln-Bocklemünd.